# Nederlandse kampioenschappen schaatsen afstanden 2008 - 10.000 meter mannen
De Nederlandse kampioenschappen schaatsen afstanden 2008 - 10.000 meter mannen werden gehouden op vrijdag 28 oktober 2008. Er waren vijf plaatsen te verdelen voor de eerste twee Wereldbeker schaatsen 2007/08. Er waren op deze afstand geen rijders met een beschermde status. 
Sven Kramer won na de 5000 meter ook de langste stayerafstand. Bob de Jong leek zijn oude niveau hervonden te hebben in Berlijn waar hij trainde met de Duitse nationale ploeg. Brigt Rykkje won alweer zijn vierde nationale afstandsmedaille op de 10.000 meter.

De top 5 plaatsten zich voor de eerste twee wereldbekerwedstrijden. Sven Kramer bedankte hiervoor. Zijn plaats werd ingenomen door teamgenoot Carl Verheijen die afzegde voor deze afstand.

## Uitslag[2]
| #      | Schaatser           | Tijd     |
| ------ | ------------------- | -------- |
| Goud   | Sven Kramer         | 13.17,80 |
| Zilver | Bob de Jong         | 13.20,26 |
| Brons  | Brigt Rykkje        | 13.26,51 |
| 4      | Tom Prinsen         | 13.30,77 |
| 5      | Ted-Jan Bloemen     | 13.35,62 |
| 6      | Arjen van der Kieft | 13.37,28 |
| 7      | Wouter olde Heuvel  | 13.40,79 |
| 8      | Mark Ooijevaar      | 13.46,84 |
| 9      | Kurt Wubben         | 13.46,95 |
| 10     | Frank Vreugdenhil   | 13.59,07 |

1987 · 
1988 · 
1989 · 
1990 · 
1991 · 
1992 · 
1993 · 
1994 · 
1995 · 
1996 · 
1997 · 
1998 · 
1999 · 
2000 · 
2001 · 
2002 · 
2003 · 
2004 · 
2005 · 
2006 · 
2007 · 
2008 · 
2009 · 
2010 · 
2011 · 
2012 · 
2013 · 
2014 · 
2015 · 
2016 · 
2017 · 
2018 · 
2019 · 
2020 · 
2021 · 
2022 · 
2023 · 
2024 · 
2025